# Pozycja długa
Pozycja długa (ang. long position) – na rynku finansowym oznacza zakup instrumentu finansowego lub posiadanie tego instrumentu finansowego na właściwym rachunku. Zajęcie długiej pozycji związane jest z posiadaniem praw stowarzyszonych z danym instrumentem finansowym (np. dywidenda, prawo poboru, kupon odsetkowy).

## Otwarcie w przypadku istnienia pozycji krótkiej
Odwrotnością pozycji długiej jest pozycja krótka. W przypadku, gdy inwestor posiada już pozycję krótką i otwiera pozycję długą, następuje:
1. redukcja pozycji krótkiej {\displaystyle (L_{K}>L_{D})}
2. całkowite zamknięcie pozycji krótkiej {\displaystyle (L_{K}=L_{D})}
3. całkowite zamknięcie pozycji krótkiej i otwarcie pozycji długiej {\displaystyle (L_{K}<L_{D})}

gdzie:
- {\displaystyle L_{K}} – wielkość pozycji krótkiej (najczęściej w sztukach posiadanego instrumentu),
- {\displaystyle L_{D}} – wielkość otwieranej pozycji długiej (najczęściej w sztukach posiadanego instrumentu).

## Przykłady pozycji długiej
- Pozycja długa w akcjach jest tożsama z nabyciem lub posiadaniem akcji,
- pozycja długa w kontraktach terminowych jest tożsama z nabyciem lub posiadaniem kontraktu,
- pozycja długa w opcjach jest tożsama z nabyciem opcji kupna (prawo do zakupu instrumentu bazowego) lub opcji sprzedaży (prawo do sprzedaży instrumentu bazowego).

## Profil zysku i strat posiadacza długiej pozycji
Posiadacz pozycji długiej zyskuje w momencie, gdy cena instrumentu finansowego, w którym zajął długą pozycję, rośnie (np. wzrost ceny akcji emitenta XYZ, wzrost ceny obligacji emitenta XYZ, wzrost ceny kontraktu terminowego).
Posiadacz pozycji długiej traci w momencie, gdy cena instrumentu finansowego, w którym zajął długą pozycję, maleje (np. spadek ceny akcji emitenta XYZ, spadek ceny obligacji emitenta XYZ, spadek ceny kontraktu terminowego).

## Przykłady
Inwestor zajmuje pozycję długą w akcji spółki XYZ przy cenie 100 złotych. Po pewnym czasie sprzedaje akcje po cenie 150 złotych. Inwestor osiąga zysk w wysokości równej: {\displaystyle 150-100=50\ {\text{złotych}}.} Co daje stopę zwrotu równą {\displaystyle {\frac {\left(150-100\right)}{100}}=50\%}
Inwestor nabywa kontrakt terminowy po cenie 1000 pkt. Po pewnym czasie sprzedaje kontrakt terminowy po cenie 1100. Inwestor osiąga zysk w wysokości równej: {\displaystyle 1100\ {\text{pkt.}}-1000\ {\text{pkt.}}=100\ {\text{pkt}}} Jeśli jeden punkt odpowiada 10 PLN, wtedy zysk inwestora wynosi {\displaystyle 100\cdot 10\ {\text{PLN}}=1000\ {\text{PLN}}.}